# Geostrofički vjetar
Geostrofički vjetar (grč. γεω: Zemljino + στρέφεıν: okretati, vrtjeti) je visinsko vodoravno strujanje zraka kojem je smjer usporedan s izobarama. Nastaje na visini iznad 600 ili 1 000 metara pod utjecajem gradijenta tlaka (sile usmjerene od višega prema nižem tlaku) i Coriolisove sile (sile okomite na smjer strujanja). Pojednostavljeno, geostrofički je vjetar glavni pokretač strujanja zraka u prizemnim slojevima atmosfere, a njegovu je brzinu moguće izračunati iz razdiobe polja tlaka.  

## Geostrofički i gradijentni vjetar
Pravolinijsko jednoliko gibanje zraka u slobodnom sloju atmosfere, pod djelovanjem Coriolisove sile i vodoravnog gradijenta tlaka, zove se geostrofički vjetar. Smjer geostrofičkog vjetra poklapa se sa smjerom izobara na sinoptičkim kartama, odnosno sa smjerom izohipsa na izobaričkim visinskim kartama. Na sjevernoj polutci, gledano u smjeru vjetra, područje nižeg tlaka nalazi se ulijevo, a visokog tlaka udesno od smjera vjetra (takozvani Buys-Ballotov zakon). Na južnoj je polutci obrnuto. 
Stvarna strujanja u atmosferi većinom su krivolinijska, pa tada na čestice zraka djeluje i centrifugalna sila. Raspored sila u cikloni (području sniženog tlaka s približno kružnim izobarama) jest takav da je sila vodoravnog gradijenta tlaka usmjerena prema središtu ciklone, a Coriolisova sila i centrifugalna sila od središta. Zato na sjevernoj polutci u slobodnoj atmosferi vjetar struji oko središta ciklone u smjeru suprotnom kretanju kazaljke na satu. U anticikloni Coriolisova sila je usmjerena prema središtu anticiklone, a gradijent tlaka i centrifugalna sila od središta, dok je strujanje vjetra u smjeru kazaljke na satu. Valja napomenuti da je na južnoj polutki obrnut smjer vjetra u cikloni, odnosno anticikloni.
Krivocrtno jednoliko gibanje u slobodnom sloju atmosfere, pri kojemu su u ravnoteži vodoravni gradijent tlaka, Coriolisova sila i centrifugalna sila, zove se gradijentni vjetar. Taj vjetar puše također uzduž izobara na sinoptičkim kartama, odnosno izohipsa na izobaričkim visinskim kartama. Ispitivanja su pokazala da je u slobodnoj atmosferi stvarni vjetar vrlo dobro aproksimiran geostrofičkim vjetrom, kad su gibanja približno pravocrtna, a gradijentnim vjetrom kad su gibanja krivocrtna. Pri tlu, zbog djelovanja sila trenja, vjetar na sjevernoj polutki u cikloni puše prema središtu a u anticikloni od središta.